# Saint-Martin-des-Puits
Saint-Martin-des-Puits (okzitanisch Sant Martin dels Poses) ist eine französische Gemeinde mit 30 Einwohnern (Stand 1. Januar 2022) im Département Aude (Region Okzitanien). Sie gehört zu den kleinsten Gemeinden Frankreichs. Die Einwohner nennen sich Podomartinais.

## Lage
Ort und Kirche von Saint-Martin-des-Puits liegen auf etwa 200 Metern Höhe ü. d. M. an einer Schleife des Flusses Orbieu in der gebirgigen und felsigen Landschaft der Corbières, an der Départementstraße 212, gut 11 Kilometer (Fahrtstrecke) südwestlich der ehemaligen Abtei Sainte-Marie de Lagrasse. Das Gemeindegebiet wird neben dem Fluss Orbieu auch von seinem Zufluss Libre durchquert und ist Teil des Regionalen Naturparks Corbières-Fenouillèdes.

## Bevölkerungsentwicklung
| Jahr      | 1962 | 1982 | 1990 | 1999 | 2009 | 2016 |
| Einwohner | 7    | 10   | 21   | 13   | 20   | 28   |

## Wirtschaft
Die Bewohner von Saint-Martin-des-Puits lebten jahrhundertelang – weitgehend nach dem Prinzip der Selbstversorgung – von den Erträgen ihrer steinigen Felder. Auch Wein wurde in geringem Umfang angebaut. Heute spielen die Touristen in den Ferienwohnungen (gîtes) eine wichtige Rolle für die Einnahmen des Orts.

## Geschichte
Zur Geschichte des Ortes liegen kaum Angaben vor, doch ist bereits für das 9. Jahrhundert ein Kloster erwähnt. Gegen Ende des 11. Jahrhunderts gehörten die Ländereien des Ortes einer Familie mit Namen Durfour; Bertrand de Durfour musste seinen Besitz jedoch an die Abtei Lagrasse abtreten. Die Gründung eines – von der Abtei Lagrasse abhängigen und bis zur Französischen Revolution fortbestehenden – Priorats ist für das Jahr 1093 belegt.

## Sehenswürdigkeiten

### Sonstige
- Das Ortsbild bietet ansonsten keine Besonderheiten. Der Ort eignet sich jedoch – vor allem im Frühsommer – gut für Spaziergänge und Wanderungen in der kargen und steinigen Landschaft der Corbières.